# 萧侅
萧侅（？—？），广东平远人，是一名清朝政治人物。
萧侅曾于乾隆五年（1740年）接替徐林任漳州府知府一职，乾隆六年（1741年）由张廷球接任。